# Десета војвођанска ударна бригада
Десета војвођанска ударна бригада НОВЈ формирана је 11. септембра 1944. године код места Карловчића (југоисточни Срем) од Посавског НОП одреда, нових бораца и пребеглих домобрана. У три батаљона имала је 1,074 борца. До краја септембра била је под непосредном командом Главног штаба НОВ Војводине, а од октобра под командом штаба Сремске оперативне зоне.

## Борбени пут бригаде
Дејствовала је у југоисточном Срему, нападајући непријатељске колоне и транспорте и рушила пругу између Руме и Инђије. У садејству са деловима Шесте војвођанске бригаде заузела је 21. септембра немачко упориште у Грабовцима, а наредног дана одбила је интервенцију делова немачког 5. СС полицијског пука из Шапца. Дана 26. септембра обе бригаде безуспешно су напале немачко-домобранско упориште Шимановце. Истакла се 10. октобра у нападу на немачку моторизовану колону у рејону Кленка, а са Првим батаљоном на делове Српског добровољачког корпуса у Бечмену: крајем октобра и почетком новембра је под командом Шеснаесте војвођанске дивизије НОВЈ, с којом је учествовала у борбама за ослобођење Великих Радинаца, Стејановаца и Бешенова. Од 12. новембра била је под командом Војне управе за Банат, Бачку и Барању, у другој половини месеца пребачена је у Нови Сад, 14. децембра према румунској граници, а 18. децембра 1944. године реорганизована је у Другу бригаду Седме дивизије КНОЈ.